# 小野寺研一
小野寺 研一（おのでら けんいち、1947年（昭和22年）2月4日 - ）は、日本の実業家。住友不動産取締役会長、元代表取締役社長。

## 経歴
青森県西津軽郡出身。1970年早稲田大学政治経済学部卒業。
新卒で住友不動産入社。ビル事業本部ビル開発部長などを経て、2001年常務取締役に就任、05年6月より代表取締役を歴任。2007年6月、社長に就任。2013年6月、取締役副会長に就任。2019年9月、取締役会長に就任。2022年、旭日重光章受章。